# Перевёртыши (телесериал)
«Перевёртыши» (Верварацнерн, арм. Վերվարածներն, англ. Vervaracnern) — армянский многосерийный сатирический телесериал, выпускаемый с 2005 года телекомпанией «Шант».

## История создания
Сериал «Перевёртыши» задумывался как армянская версия украинского сериала «Маски-шоу». Он состоял из отдельных комедийных миниатюр. Сначала появились серии «Перевертыши в больнице», и «Перевертыши в армии», а последняя — «Перевертыши в семье» — стала разрастаться и превратилась полноценной «мыльной оперой», хотя комедийная составляющая стала менее значительной.

## Сюжет
Действия сериала происходят в обычных, ничем не примечательных дворах Еревана. Зритель является свидетелем жизни одной из больших семей, у которой есть свои заботы, проблемы, радости… Сериал примечателен тем, что каждые из героев очень похожи на каждого из армян понемногу (впрочем, на кого и рассчитан сериал). В поступках героев, в их поведении, характерах мы можем узнать себя. Поэтому этот фильм так интересен и имеет огромный ажиотаж по всей Армении и Спюрку.

## Работа над фильмом
Верварацнерн Антаникум — первый армянский телевизионный сериал. В начале ни один спонсор не хотел выделять деньги на съёмку этого сериала. Вследствие чего создатели обходились минимальным капиталом. Но после того, как сериал имел огромный успех у зрителей Армении и непризнанной НКР и Спюрка (благодаря спутниковому вещанию Hotbird) многие откликнулись и предложили спонсорские услуги, среди них J7, Coopoliva, Hayer.
В свет вышло уже 5 сезонов телесериала, из которых 1—5 выпущены на DVD.

## Спектакль
По мотивам сериала поставлен спектакль «Верварацнер», в котором принимают участие актёры, снимающиеся в сериале.

## В ролях
- Алберт Сафарян —  Вазген (Վազգեն)
- Агас Унанян —  Гриш (Գրիշ)
- Алла Варданян
- Армен Марутян
- Армен Товмасян — Жорж (Ժորժ)
- Артём Карапетьян — Князь (Կնյազ)
- Артур Акопян — Арби (Արբի)
- Артур Арутюнян
- Арутюн Мовсисян — Овик (Հովիկ)
- Ашот Едигарян — Пайлак (Փայլակ)
- Айк Саратикян — Липо (Լիպո)
- Вардуи Рушанян — Антарам (Անթառամ)
- Геворг Асилян  — Альберт (Ալբերտ),
- Елена Борисенко — Карине (Կարինե)
- Зара Саакян — Мона (Մոնա)
- Ивета Едигарян — Зита (Զիտա)
- Лусине Киракосян — Роза (Ռոզա)/Рипсик тати (Ռիփսիկ տատի),
- Сергей Даниелян — Мисак (Միսակ)/ Мец Маме (Մեծ Մամե)
- Карине Бурназян — Флора (Ֆլոռա)
- Карине Гарсеванян — Ашхен (Աշխեն)
- Магда Газарян — Лиана (Լիանա)
- Маргарита Хачатрян — Сатеник (Սաթենիկ)
- Размик Хосровян
- Сатеник Азарян
- Сепух Апикян — Асканаз (Чпл) (Ասքանազ (Ճպլ)),